# Dampferfreunde Vierwaldstättersee
Dampferfreunde Vierwaldstättersee ist ein Verein mit Sitz in Luzern, welcher sich für den Erhalt der durch die Schifffahrtsgesellschaft des Vierwaldstättersees (SGV) betriebenen Dampfschiffe einsetzt.

## Vereinsziel
Das Ziel des Vereins ist es, die fünf Dampfer Stadt Luzern, Gallia, Schiller, Unterwalden und Uri so lange als möglich fahrtüchtig und in Betrieb zu halten. Um dies zu erreichen, beteiligt er sich durch Spenden seiner Mitglieder an der Finanzierung nötiger Umbauten und Renovationen.

## Geschichte
Bei der Ausmusterung des Dampfschiffes Wilhelm Tell und der geplanten Ausmusterung und Verschrottung der weiteren fünf Dampfschiffe auf dem Vierwaldstättersee durch die SGV organisierte sich dagegen ein Widerstand. Daraus formierte sich im Jahr 1972 der Verein Dampferfreunde Vierwaldstättersee, um auf die geplanten Vorhaben entsprechend reagieren zu können.
Der Verein hat rund 10.000 Mitglieder.

## Weblink
- Offizielle Website